# Hugh Lincoln Cooper
Hugh Lincoln Cooper (28. dubna 1865, Sheldon, Minnesota – 24. červen 1937,Stamford, Connecticut) byl inženýr vodního stavitelství. Bez akademického vzdělání se jako samouk vypracoval na světovou špičku svého oboru. Byl autorem staveb největších soudobých vodních elektráren na světě a poradcem při výstavbě Dněprogesu.

## Životopis

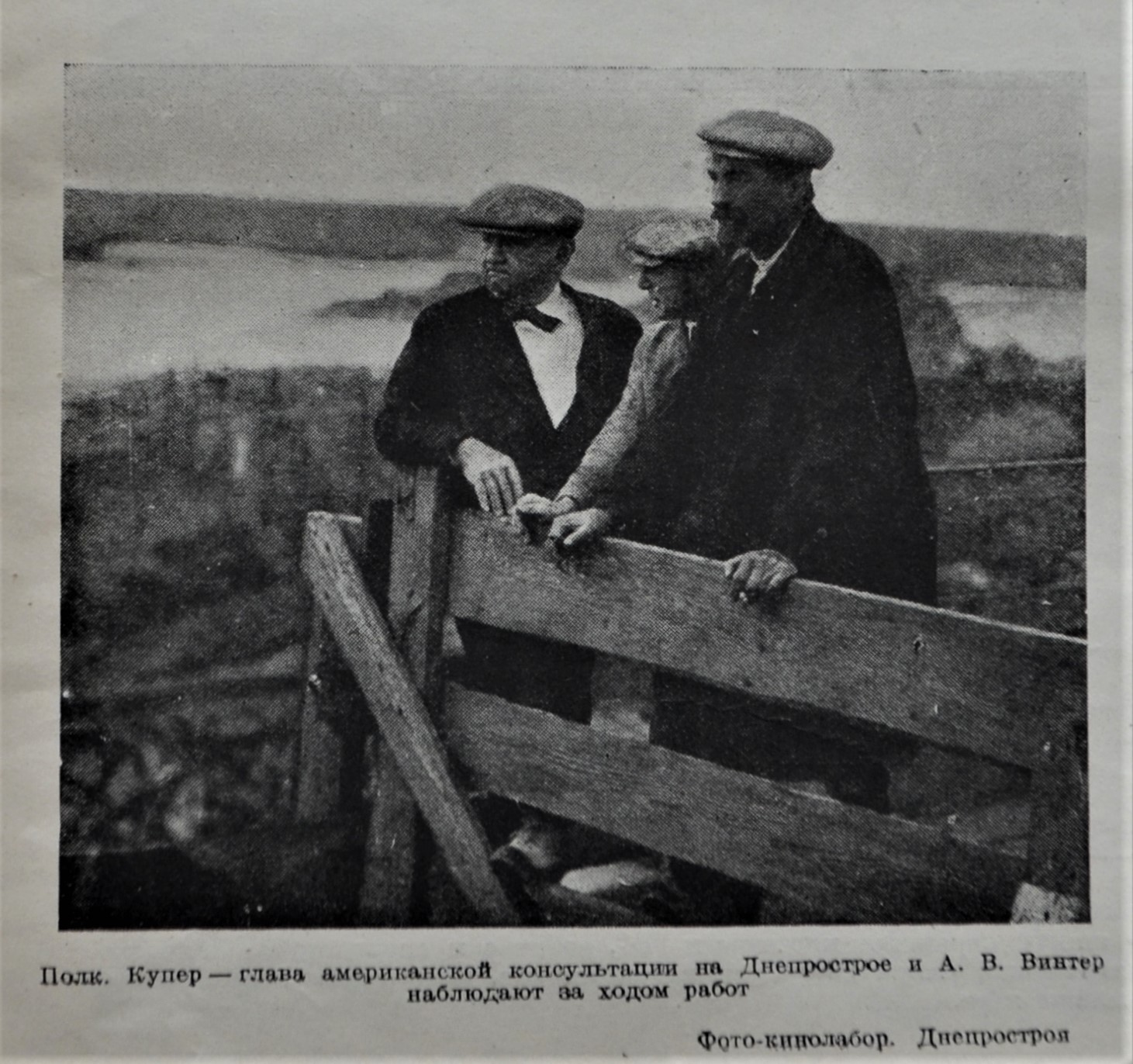
S A.V.Vinterem na březích Dněpru (1932)

Hugh Lincoln Cooper se narodil 28. dubna 1865 v Sheldonu v Minnesotě v rodině mlynáře. V šestnácti letech vytvořil 40 stop dlouhý most přes potok, který protékal farmou. Dřevěný most s kamennými pilíři zde sloužil dalších padesát let.
Vyučil se u železnice Milwaukee a St. Paul Railroad, kde byl pověřen stavbou mostů ve Wisconsinu. I když neměl žádné technické vzdělání, dovednosti, které získal samostudiem a prací v terénu, mu umožnily získat posici pro řízení dostavby mostu problematické konstrukce v Chippewa Falls ve Wisconsinu
Od roku 1891 pracoval ve firmách, které stavěly vodní kola a instalovaly vodní elektrárny. Pracoval na stavbě elektráren na Jamajce, stavěl elektrárnu pro Sao Paulo Tramway, Light & Power Company v Brazílii.
Po návratu do USA založil v New Yorku společnost Hugh L. Cooper Company. Světovou proslulost společnost získala po dostavbě elektrárny Toronto na Niagarských vodopádech v roce 1906. V Egyptě získal na Nilu v Asuánu zkušenosti s přehrazením širokého toku, které později v roce 1913 využil při stavbě vodní elektrárny Keokuk na Mississippi.
Nejvýznamnější zahraniční akcí byl dohled nad stavbou Dněprogesu v Sovětském svazu. Poválečné rekonstrukce tohoto díla se již zúčastnit nemohl. Zemřel ve Stamfordu v Connectikutu na arteriosklerózu 24. června 1937.
Popisován byl jako osobnost názorově otevřená, odhodlaná, drsná, mnohdy neomalená. Často byla zmiňována neobyčejná schopnost vést a zaujmout.
Byl ženatý, otec tří dětí.

## Nejvýznamnější dílo

### Toronto
Vodní elektrárna Toronto byla nejodvážnějším vodním dílem své doby. Voda je odebírána z kanadského břehu blízko nad hranou kanadské části vodopádů a strojovnou protéká nad spodní hladinu. Výtok ústí přímo do vnitřní vodní clony vodopádů těsně nad vývařištěm. Výztuha odvodňovací štoly byla vytvořena tak, aby mohla být rozbíjena vodní silou spolu s erozivním ústupem a nevyčnívala později jako kamenný tunel do vývařiště. Byla dostavěna v roce 1906 a do roku 1911 byla se svým výkonem 85 MW nejvýkonnější vodní elektrárnou světa. Je národní technickou památkou Kanady.

### Keokuk
Hráz vodní elektrárny byla po hrázi staré Asuánské přehrady na Nilu nejdelší přehradou na Zemi. Elektrárna byla prvním vodním dílem své velikosti, která zpracovávala průtok řeky na malém spádu. Třebaže ještě neexistovaly Kaplanovy turbíny, konstruované pro malé spády, poskytovala výkon 142 MW, který dílo v instalovaném výkonu udržel ve světovém prvenství od roku 1913 až do roku 1922. Je národní technickou památkou USA.

### Dněproges
Nejvýznamnější zahraniční aktivitou společnosti Hugh l. Cooper Company byla spolupráce s Komisí pro elektrifikaci Ruska. Hugh Lincoln Cooper utvrdil Stalina v realizovatelnosti projektu a od roku 1926 přijížděl do SSSR pravidelně po dobu 6 let s průměrným pobytem asi 2 měsíce v roce. Výsledkem spolupráce byla druhá nejvýkonnější elektrárna světa a nejvýkonnější vodní elektrárna Evropy.